# Banque arabe pour le développement économique en Afrique
Pour les articles homonymes, voir BADEA.

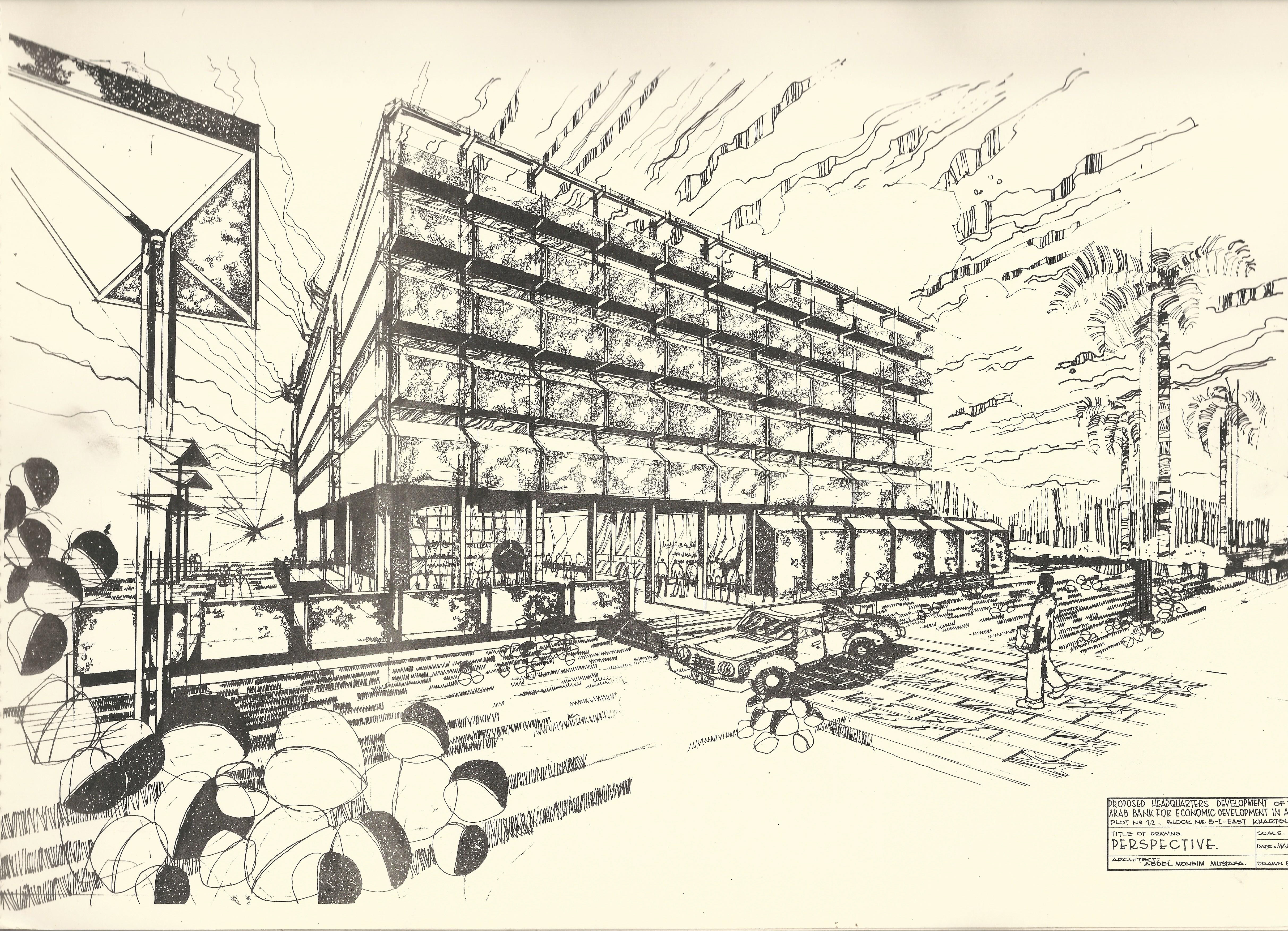
Dessin de la Banque arabe pour le développement économique en Afrique (BADEA)

La Banque arabe pour le développement économique en Afrique (BADEA) est un organisme financier ayant pour objectif d'être une banque mondiale pour les pays africains. Créée le 28 novembre 1973, et opérationnelle depuis mars 1975, son siège se situe à Khartoum (République du Soudan). En mars 2015, la BADEA a alloué un total de 4 703 millions de dollars à 593 projets et 628 opérations d’assistance technique depuis sa création.

## Histoire
La création de la Banque Arabe pour le Développement Économique en Afrique (BADEA) a été décidée le 28 novembre 1973 par la sixième conférence des rois et chefs d’État arabes réunie à Alger, pour être un véhicule de la coopération arabo-africaine sur le plan économique. Elle est financée par les états membres de la Ligue des États Arabes signataires de l’Accord portant création de la Banque le 18 février 1974.
En avril 1994, la BADEA s'engage à financer la remise à niveau de 8 ponts à Madagascar avec un prêt de $7 millions.
En 1997, le Système de Financement des Exportations de la BADEA (SFEB) est décliné pour promouvoir les exportations à partir des pays arabes vers les pays africains.
En 2000, la BADEA se classe 5e bailleur de fonds multilatéral au Burkina Faso avec $5,1 millions d'engagements financiers.
En 2009, la BADEA injecte 5 millions dans le financement de projets agricoles, agro-industriels, d'élevage et de pêche en République du Congo.
En mai 2011, alors que le Burkina Faso de Blaise Compaoré est touché par la fièvre du printemps arabe, une vague d'aides internationales lui sont accordées pour stabiliser l'équilibre socio-économique du pays : la BADEA accorde au pays un prêt de €23 millions pour la mise à niveau de la route Thiou-Ouahigouya-frontière du Mali.
En 2012, la banque participe au financement de la transsaharienne qui relie Assamaka (Algérie) et Arlit (Niger).
En juillet 2013, la BADEA accorde un prêt de $7,5 millions au Cameroun pour le financement partiel du projet de construction et d’équipement du lycée technique d’Ombé (région de Douala).
En mars 2014, la banque de développement débloque un prêt de €23 millions au Sénégal pour un projet d'aménagement hydro-agricole dans la commune de Waoundé. En avril 2014, la BADEA accorde un prêt de 10 millions $ pour un projet de route reliant Arbarakate, Gelemso et Micheta. Toujours en avril 2014, la banque accorde un prêt de 8 millions $ pour contribuer au financement d'un projet de construction et d'équipement d'une école supérieure d'enseignement technique à Lokossa, au Bénin. En août 2014, la BADEA octroie à Madagascar un prêt de 11 millions $ pour le financement d'un projet routier dans la grande île. En octobre 2014, la BADEA finance à hauteur de 10 millions un projet de réhabilitation de la route Sokodé-Bassar au Togo, aux côtés du fonds d’Abou Dhabi pour le développement. Le même mois, la banque accorde un prêt de $12 millions à la Tanzanie pour financer un projet d’alimentation en eau potable des villes de Samé et Mwanga, $5 millions à la Gambie pour des projets de développement des écoles d’enseignement de base et secondaire, et $2 millions au Bénin destiné à un projet de protection de la côte à l’Est de la ville de Cotonou contre l’érosion et la construction d’un pont sur le fleuve Mono.
En février 2015, la banque injecte €14 millions dans le développement d'une rizière de 340 hectares dans la plaine de Djagblé au Togo. En mars 2015, la BADEA contribue avec la banque africaine de développement au financement du bitumage de la route Kongoussi-Djibo en prêtant 6,850 millions d'euros pour bitumer le tronçon Kongoussi-Yargo.
En juillet 2017, la BADEA signe un accord avec la BID pour investir 2 milliads de dollars dans des projets communs en Afrique, et un accord avec la Banque de développement des États de l'Afrique centrale pour financer à hauteur de 9 milliards CFA des initiatives privées dans la zone CEMAC.
En avril 2022, la BADEA annonce vouloir changer un peu sa stratégie et doubler ses prêts en direction du secteur privé africain.
En décembre 2024, la BADEA valide un budget de 18,4 milliards de dollars pour son plan quinquennal 2025-2030, en hausse de 120 % par rapport à 2019-2024.

## Activités
La banque vise à contribuer au développement économique des pays arabo-africains aux niveaux économique, financier et technique. La BADEA regroupe 18 pays membres :
- Algérie
- Arabie saoudite
- Bahreïn
- Égypte
- Émirats arabes unis
- Iraq
- Jordanie
- Koweït
- Liban
- Libye
- Maroc
- Mauritanie
- Oman
- Palestine
- Qatar
- Soudan
- Syrie
- Tunisie

En son sein, le Système de Financement des Exportations de la BADEA (SFEB) fait la promotion des exportations à partir des pays arabes vers les pays africains. La SFEB est supervisée par la banque islamique de développement. La SFEB achète les biens aux pays exportateurs et les revend aux pays importateurs en prenant une marge au passage.

## Résultats
En 2013, la BADEA affiche un résultat net de $210,09 millions.

## Direction
- Président : Abdullah Almusaibeeh[24],[25].